# Der Sorotschinsker Jahrmarkt
Der Sorotschinsker Jahrmarkt, auch Der Jahrmarkt in Sorotschinzy und Der Jahrmarkt zu Ssorotschinzy (russisch Сорочинская ярмарка, Sorotschinskaja jarmarka), ist eine Kurzgeschichte des russischen Schriftstellers Nikolai Gogol die, 1829 geschrieben, 1831 erschien. Die Geschichte wurde in den ersten Teil der Abende auf dem Weiler bei Dikanka aufgenommen. Der Autor wurde in Sorotschinsk geboren.

## Handlung
In der Ukraine strömt im Sommer das Volk auf den Sorotschinsker Jahrmarkt, so auch der verwitwete Bauer Solopij Tscherewik hochoben auf einer Fuhre mit zehn Sack Weizen. Das Zugtier, eine Stute, steht ebenfalls zum Verkauf. Auf dem Wagen sitzen noch Tscherewiks 18-jährige Tochter Paraska aus erster Ehe und deren Stiefmutter Chiwrja.
Die streitsüchtige zweite Ehefrau Tscherewiks legt sich unterwegs mit dem stattlichen jungen Grizko an und wird von diesem während der Fahrt im Gegenzug mit Kehricht beworfen.
Paraska verliebt sich in Grizko. Während sich die beiden jungen Leute in Sorotschinsk umarmen und Liebesschwüre ins Ohr flüstern, erfährt Tscherewik von einem Marktbesucher, die zehn Sack Weizen wird er wohl nicht verkaufen können, denn der Jahrmarkt sei ein verwunschener Platz. Der Teufel erscheine immer einmal als grunzendes Wildschwein und stecke seinen Rüssel durch das Horchfenster.
Die Besucher des Jahrmarktes kommen gegen den Teufel wirklich nicht an. Entreißen sie ihm seinen roten Kittel und werfen diesen ins Feuer, erweist sich das Kleidungsstück als nicht brennbar. Zerstückeln die Leute den roten Teufelskittel mit der Axt, dann fließen die roten Flecken wie von Zauberhand vor den Augen der entsetzten Jahrmarktsbesucher wieder zu einem Ganzen zusammen. Schrecklich – Schweinerüssel erscheinen grunzend an allen Ecken und Enden.
Die lüsterne Stiefmutter Chiwrja gibt sich insgeheim in einer Hütte mit einem Popensohn ab. Der muss sich auf ihr Geheiß im Bretterboden verstecken, als Tscherewik inmitten einer Menge Volks naht. Der Teufel erscheint auch noch. Der furchtsame Tscherewik verkriecht sich unter Chiwrjas Rock. Das Volksgetümmel in der Hütte bringt die Bodenbretter ins Gleiten. Der Popensohn fällt herab.
Die Stute kann letztlich verkauft werden. Gegen den Willen der Stiefmutter gibt Tscherewik dem sympathischen Grizko die Tochter Paraska zur Frau. Die Hochzeit wird, davon ist der Erzähler überzeugt, so gefeiert werden, dass den Gästen sicherlich die Füße vom Hopaktanzen noch nach einem Jahr wehtun werden.

## Adaptionen

### Oper
- 1911, Sankt Petersburg: Der Jahrmarkt von Sorotschinzy – Oper von Modest Mussorgski.

### Film
- Сорочинський ярмарок (Sorotschinski jarmarok), Sowjetunion 1939, Regie: Nikolai Ekk[2]

### Musical
- 2004, Ukraine, Russland: Der Sorotschinsker Jahrmarkt[3] – Musical von Konstantin Schotajewitsch Meladse.[4]

## Verwendete Ausgabe
- Der Sorotschinsker Jahrmarkt. Deutsch von Johannes von Guenther, S. 85–123 in Johannes von Guenther (Hrsg.): Nikolai Gogol: Gesammelte Werke. Band I. Aufbau-Verlag, Berlin 1952.